# Liste der Bodendenkmäler in Waldbrunn
Auf dieser Seite sind die Bodendenkmäler in der unterfränkischen Gemeinde Waldbrunn zusammengestellt. Diese Tabelle ist eine Teilliste der Liste der Bodendenkmäler in Bayern. Grundlage ist die Bayerische Denkmalliste, die auf Basis des Bayerischen Denkmalschutzgesetzes vom 1. Oktober 1973 erstmals erstellt wurde und seither durch das Bayerische Landesamt für Denkmalpflege geführt wird. Die folgenden Angaben ersetzen nicht die rechtsverbindliche Auskunft der Denkmalschutzbehörde.

## Bodendenkmäler der Gemeinde Waldbrunn

### Bodendenkmäler in der Gemarkung Waldbrunn
| Lage                 | Objekt | Akten-Nr.     | Bild |
| -------------------- | --- | ------------- | ---- |
| Waldbrunn (Standort) | Wüstung Haselbrunn des Mittelalters und der frühen Neuzeit.                                                                                   | D-6-6224-0045 |      |
| Waldbrunn (Standort) | Wüstung Albstadt des späten Mittelalters. | D-6-6224-0046 |      |
| Waldbrunn (Standort) | Siedlung der Linearbandkeramik. | D-6-6224-0048 |      |
| Waldbrunn (Standort) | Untertägige Bauteile des Fürstbischöflichen Jagdhauses Mädelhofen des frühen 18. Jahrhunderts.                                                | D-6-6224-0064 |      |
| Waldbrunn (Standort) | Untertägige Teile der ehemalige Kirche des Mittelalters und der frühen Neuzeit von Waldbrunn sowie Körperbestattungen im umgebenden Friedhof. | D-6-6224-0094 |      |